# Sybra flavostriata
Sybra flavostriata là một loài bọ cánh cứng trong họ Cerambycidae.